# Pierre Messmer
Pierre Joseph Auguste Messmer (Vincennes, 20 marzo 1916 – Parigi, 29 agosto 2007) è stato un politico francese.
Gollista, ha servito come ministro delle Forze armate sotto Charles de Gaulle dal 1960 al 1969 - il servizio più lungo da Étienne François de Choiseul sotto Luigi XV - e poi come primo ministro sotto Georges Pompidou dal 1972 al 1974. Membro della Legione straniera francese, considerato uno dei gollisti storici, morì all'età di 91 anni nell'ospedale militare della Val-de-Grâce nell'agosto 2007. È stato eletto membro dell'Académie française nel 1999; il suo seggio fu rilevato da Simone Veil

## Carriera militare
Diplomato all'École nationale de la France d'outre-mer e all'École des langues orientales di Parigi, nel 1939 ottenne un dottorato in legge. Nel 1939, allo scoppio delle ostilità, fu mobilitato come sottotenente del dodicesimo reggimento dei Tiratori senegalesi. Nell'estate del 1940 si rifiutò di rimanere in madrepatria ormai asservita ai nazisti, raggiunse il generale de Gaulle a Londra ed entrò a far parte dell'esercito francese di Liberazione. Ufficiale della Legione straniera francese, combatté coraggiosamente contro i nazisti in Africa e raggiunse il grado di capitano. Nel 1943, dopo una missione nelle Antille rientrò a Londra, e fu nominato da De Gaulle comandante in capo delle Forze francesi in Inghilterra e delle Forze francesi dell'interno. Nell'estate 1944 sbarcò in Normandia, e il 25 agosto entrò a Parigi con i liberatori della Capitale.

## Amministratore coloniale
Promosso colonnello, fu inviato in missione a Calcutta e poi paracadutato a Tonchino, dove fu fatto prigioniero. Dopo due mesi di detenzione riuscì ad evadere e, dopo essere rientrato in patria, fu nominato dai governi della Quarta Repubblica francese amministratore della Mauretania (1952), della Costa d'Avorio (1954-1956), alto commissario in Camerun (1956-1958), in Africa Equatoriale Francese (AEF) e in Africa Orientale Francese (AOF) (1958-1959)
Fu anche direttore di gabinetto di alcuni uomini del governo, fra cui Gaston Defferre, ministro della Francia d'oltremare nel 1956.

## Carriera politica

### Mandati nazionali
Pur senza appartenere alla cerchia dei "baroni del gollismo", fu un esponente di primo piano del movimento gollista. Fu eletto deputato all'Assemblée Nationale nel 1968, venendo sempre rieletto fino al 1988, per l'UDR divenuta RPR nel 1976. Ministro delle forze armate dal 1960 al 1969.

### Il Maggio francese
Nel maggio 1968, sostenne la linea del Primo ministro Georges Pompidou, il quale scartò recisamente la soluzione di una repressione energica del movimento di protesta. In quelle circostanze, Messmer rifiutò l'ordine di De Gaulle di mobilitare l'esercito, e in particolare i paracadutisti, contro i cortei di studenti. Ottenute le dimissioni di Pompidou, nel luglio seguente De Gaulle era orientato a nominare Primo ministro Pierre Messmer o, in alternativa, Maurice Couve de Murville. Consigliato da Jacques Foccart, il generale optò alla fine per Couve.

### Primo ministro
Escluso in un primo momento dal governo Chaban-Delmas in carica dal giugno 1969, vi entrò il 21 febbraio 1971 quando fu nominato ministro di Stato, ministro per i Dipartimenti e i territori d'oltremare.
Il 6 luglio 1972 fu nominato Primo ministro dal presidente della Repubblica Georges Pompidou, succedendo a Jacques Chaban-Delmas costretto alle dimissioni dal capo dello Stato. La nomina di Messmer, che dal 1969 era presidente dell'associazione Présence du gaullisme tesa alla difesa dei capisaldi del gollismo dal rischio di derive riformiste, segnò un deciso cambio di rotta rispetto alla linea aperturista del suo predecessore. Pur trovandosi in una situazione di difficoltà a causa della malattia di Pompidou, Messmer portò la maggioranza gollista a raggiungere una netta affermazione alle elezioni legislative del 1973. Auspice Pompidou, il suo governo intensificò la crescita industriale in atto nel paese, e affrontò con prontezza la crisi petrolifera del novembre 1973 sviluppando il programma nucleare avviato nel 1969 che porterà alla costruzione delle tredici centrali nucleari che forniscono attualmente i due terzi dell'energia elettrica del paese. Il 5 marzo 1974 diede via libera alla realizzazione della linea TGV Parigi-Lione, che sarà inaugurata da François Mitterrand il 27 settembre 1981.

### Candidato mancato alle presidenziali del 1974
Alla morte improvvisa di Pompidou il 2 aprile 1974, Messmer fu invitato dall'entourage del defunto capo dello Stato ad avanzare la sua candidatura alle presidenziali. L'idea dei fedelissimi di Pompidou era di fare del Primo ministro il candidato d'unione del movimento gollista, ostacolando le aspirazioni di Jacques Chaban-Delmas, dato per sconfitto in partenza. Ma Chaban presentò ugualmente la sua candidatura e Messmer, che inizialmente si era fatto avanti, fu costretto a farsi da parte. Nel corso della campagna elettorale per le presidenziali appoggiò senza entusiasmo Chaban-Delmas, probabilmente per assecondare la strategia di Chirac che preferiva puntare sul candidato dello schieramento liberale e centrista Valéry Giscard d'Estaing. Quest'ultimo riuscì a entrare nel ballottaggio, e al secondo turno batté François Mitterrand per un'incollatura.

### L'emarginazione politica
Dal 1974 al 1986 Messmer si tenne in disparte, anche a causa dell'ostracismo di alcuni "baroni del gollismo", che non gli perdonavano l'atteggiamento ondivago assunto nei riguardi della candidatura di Chaban alle presidenziali del 1974. Nel 1976 aderì al RPR, il partito neogollista rifondato da Jacques Chirac.
Tra il 1986 e il 1988 fu capogruppo del Raggruppamento per la Repubblica (RPR) all'Assemblée Nationale, ma non fu rieletto deputato alle elezioni anticipate del 1988. Da allora si ritirò dalla politica. Al referendum sull'adesione della Francia al Trattato di Maastricht espresse voto contrario. Alle elezioni presidenziali del 1981 e 1988 appoggiò Jacques Chirac, mentre in quelle del 1995 preferì sostenere Édouard Balladur.
Nel 1996, fu il promotore della traslazione della salma di André Malraux al Panthéon.

### Mandati locali
Dal 1972 al 1989 fu sindaco di Sarrebourg. Dal 1978 al 1979 fu presidente del Consiglio regionale della Lorena.

## Accademico di Francia
Fu eletto nel 1999 membro dell'Académie Française. Cancelliere dell'Institut de France al 1999 al 2006, dal 2006 è stato cancelliere dell'Ordine della Liberazione, prendendo il posto del genero di De Gaulle, il generale Alain de Boissieu, scomparso in quell'anno.
Lucidissimo e in buona salute, negli ultimi anni della sua vita ha continuato a rilasciare interviste alla stampa e alla televisione. È autore di due libri di memorie.

## Aneddoti
Il 17 giugno 1940 Messmer, giovane ufficiale dell'esercito francese, dopo aver ascoltato alla radio il proclama del maresciallo Pétain che dichiarava la cessazione delle ostilità, si recò in autostop a Marsiglia, e insieme ad altri ufficiali francesi s'imbarcò su un cargo, il Capo Olmo, che apparteneva alla marina italiana e che, dopo essere stato requisito per un breve tempo come preda di guerra, dopo la cessazione delle ostilità stava per essere restituito all'Italia. Una volta a bordo, prese possesso dell'imbarcazione e ordinò al comandante francese di fare rotta per Gibilterra e poi per Liverpool, da dove raggiunse il generale De Gaulle a Londra.

### Onorificenze francesi

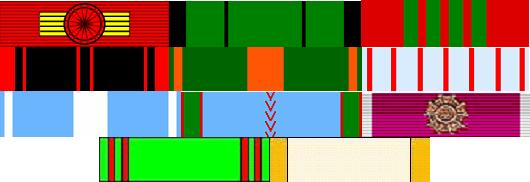
Decorazioni di Pierre Messmer